# Shy Boy (Carly Rae Jepsen)
Shy Boy è un singolo della cantante canadese Carly Rae Jepsen, pubblicato il 23 giugno 2023 come primo estratto dal settimo album in studio The Loveliest Time.

## Pubblicazione
Il brano è stato annunciato ufficialmente il 15 giugno 2023, otto giorni prima della pubblicazione. Il ritornello contiene delle interpolazioni del singolo Midas Touch del gruppo funk americano Midnight Star.

## Video musicale
Il visualizer del brano è stato pubblicato su YouTube il 23 giugno, in concomitanza con la pubblicazione del singolo.

## Classifiche
| Classifica (2022) | Posizione massima |
| ----------------- | ----------------- |
| Giappone          | 5                 |